# Udo Drefahl
Udo Drefahl (* 29. Juni 1940 in Wismar) ist ein ehemaliger deutscher Politiker (SPD). Er war von 1990 bis 1994 Landrat des Kreises Wismar und von 1994 bis 2001 Landrat des Landkreises Nordwestmecklenburg.

## Leben und Beruf
Udo Drefahl wurde als einziges Kind des Ehepaares Fritz Drefahl und dessen Ehefrau Else, geb. Kröger geboren. Die ersten vier Lebensjahre verbrachte er in Wismar, bis die Familie wegen Bombenangriffen 1944 ins nahe gelegene Warin flüchtete. Sein Vater wurde 1945 von der sowjetischen Militäradministration ins 35 km entfernte Schönberg geschickt, um die Versorgung der Bevölkerung mit Nahrungsmitteln und Wohnraum zu organisieren. Ab 1946 wurde sein Vater zum Aufbau der Produktion von Rohsprit in die ehemalige Gutsbrennerei in Dassow/Kaltenhof beordert, die er mit seiner Frau als Buchhalterin bis zu seinem 70. Lebensjahr leitete. Die Familie wohnte seitdem ebenfalls in Dassow.
In Dassow besuchte Udo Drefahl die Grundschule und anschließend das Gymnasium in Schönberg, welches er 1959 mit dem Abitur verließ. Nach zweijähriger Dienstzeit bei der Nationalen Volksarmee wollte Drefahl Journalistik studieren und arbeitete ein Jahr als Praktikant bei der Ostsee Zeitung. Da er nicht Mitglied der SED war, erhielt er keinen Studienplatz. Er studierte am Pädagogischen Institut in Güstrow und wurde Lehrer für Biologie und Landwirtschaft. Nach einer fünfjährigen Tätigkeit als Lehrer in Schwerin wechselte er zur Agraringenieurschule (AIS) Zierow und lehrte dort bis 1990. Drefahl promovierte an der Universität Rostock zum Dr. paed. mit der Arbeit Zur Wirksamkeit der kollektiven Zusammenarbeit der Fachschullehrer.
Udo Drefahl ist verheiratet und hat drei Kinder. Er lebt heute in der Gemeinde Hohenkirchen bei Wismar.

## Politik und Verwaltung
Nach den ersten und einzigen freien Kommunalwahlen in der DDR wurde Drefahl auf der Kreistagssitzung am 24. Mai 1990 zum Landrat des Kreises Wismar gewählt. In seine erste Amtszeit fällt der Bau des Mecklenburger Einkauf-Zentrums (MEZ) Gägelow, das bereits nach 14 Monaten Bauzeit am 25. März 1992 vor den Toren Wismars als das erste Einkaufzentrums seiner Art in Mecklenburg-Vorpommern eröffnet werden konnte.
Nach der Bildung des Landkreises Nordwestmecklenburg 1994 aus den Kreisen Grevesmühlen, Wismar, Gadebusch sowie Teilen der Kreise Schwerin-Land und Sternberg kandidierte Drefahl erneut zum Landrat. Drefahl blieb Landrat des Landkreises Nordwestmecklenburg bis zu seiner Verabschiedung in den Ruhestand 2001.
Udo Drefahl war langjähriger Vorsitzender des Landkreistages Mecklenburg-Vorpommern. Danach erhielt er von der Landesregierung die Aufgabe, den Kommunalen Sozialverband Mecklenburg-Vorpommern zu errichten, der seitdem als Behörde für die überörtliche Sozialhilfe zuständig ist.
2003 wurde ihm das Bundesverdienstkreuz verliehen.
2020 erschien seine Autobiografie Die wilden Jahre – Nach-Wende-Zeiten in Nordwestmecklenburg – Erzählungen aus meiner Landratszeit.

## Werke
- Zur Wirksamkeit der kollektiven Zusammenarbeit der Fachschullehrer. Universität Rostock 1981. (Dissertation)
- Die wilden Jahre. Nach-Wende-Zeit in Nordwestmecklenburg - Erzählungen aus meiner Landratszeit. Verlag Koch & Raum, Wismar 2020, ISBN 978-3-944211-73-2.